# Хелм, Зак
Зак Хелм (род. 21 января 1975, Санта-Клара, Калифорния) — американский  кинорежиссёр, сценарист и продюсер. Наиболее известен как автор пьесы «Хорошая канарейка» и фильма «Лавка чудес» (2007).

## Карьера
Хелм окончил Университет Де Поля. В 2006 году ему предложили стать режиссёром фильма «Лавка чудес», для которого он ранее написал сценарий.  Позже Хелм сказал, что фильм и его производственный процесс были проблемными. В 2013 году он назвал его «Текниколоровым ужасом».
В 2006 году Хелм также написал сценарий для фильма «Персонаж».
В 2022 году на экраны вышел фильм Эдриана Лайна «Глубокие воды», для которого Хелм написал сценарий совместно с Сэмом Левинсоном.

## Личная жизнь
С 2001 по 2008 год Хелм был женат на актрисе Киле Санчес.

## Фильмография
| Год  |   | Русское название      | Оригинальное название          | Роль                               |
| ---- | - | --------------------- | ------------------------------ | ---------------------------------- |
| 2003 | ф | Проблемы других людей | Other People's Business        | сценарист, исполнительный продюсер |
| 2006 | ф | Персонаж              | Stranger than Fiction          | сценарист                          |
| 2007 | ф | Лавка чудес           | Mr. Magorium's Wonder Emporium | режиссёр, сценарист                |
| 2009 | ф | Хорошая канарейка     | Good Canary                    | сценарист                          |
| 2022 | ф | Глубокие воды         | Deep Water                     | сценарист                          |